# Joe Jonas
Joseph Adam "Joe" Jonas, född 15 augusti 1989 i Casa Grande i Arizona, är en amerikansk sångare, låtskrivare, dansare och skådespelare. Han är en av de tre medlemmarna i poprock-bandet Jonas Brothers, ett band som han skapat tillsammans med sina bröder Nick och Kevin. 2009-2010 gestaltade han Joseph Lucas i Disney Channel-serien Jonas. Under 2011 inledde han sin karriär som soloartist.

## Bakgrund
Joseph Adam Jonas föddes i Casa Grande, Arizona men växte senare upp i Wyckoff i New Jersey. Han är son till den före detta teckenspråksläraren och sångerskan Denise och låtskrivaren, musikern och tidigare pastorn Paul Kevin Jonas, Sr.
Jonas är av irländsk, italiensk och tysk härkomst.

## Musikkarriär

### Jonas Brothers
Tidigt under 2005 lyssnade Columbia Records nya ordförande Steve Greenberg på Joes yngre bror Nicks album. Medan Greenberg inte gillade albumet, så gillade han Nicks röst. Efter att ha hört sången "Please Be Mine", skriven och framförd av alla bröderna, beslutade Daylight/Columbia Records att ge alla bröderna ett skivkontrakt som en grupp. Efter att ha blivit antagna till skivbolaget övervägde bröderna att namnge gruppen "Sons of Jonas" innan de valde namnet "Jonas Brothers".
It's About Time, brödernas första album, släpptes 8 augusti 2006. Enligt bandets manager var det endast en "begränsad upplaga" på 50 000 kopior som fanns för försäljning. Eftersom Sony inte var intresserad av att marknadsföra bandet längre började Jonas Brothers överväga att byta skivbolag. Bandets skivkontrakt med Columbia Records upphörde till slut 2007.
Efter att varit utan skivbolag ett tag, fick Jonas Brothers ett skivkontrakt av Hollywood Records i februari 2007. Vid samma tid började bröderna synas i GAP-reklamen för Baby Bottle Pops. Deras självbetitlade andra album, Jonas Brothers släpptes den 7 augusti 2007. Albumet placerade sig som nr 5 på albumlistan Billboard Hot 200 under dess första försäljningsvecka.
Jonas Brothers tredje studioalbum, A Little Bit Longer släpptes i USA 12 augusti 2008 och topplacerades som nr 1 på Billboard 200.
16 juni 2009 släppte bröderna sitt fjärde studioalbum, Lines, Vines and Trying Times. Albumet topplacerades som nr 1 på Billboard 200 med 247 000 sålda kopior.

### Soloartist
Det bekräftades 19 maj 2010 att Joe Jonas planerade att släppa ett soloalbum. Han släppte sin första singel "See No More" den 13 juni 2011. Artisten Chris Brown och Brian Kennedy skrev sången med Jonas, och Brown medverkade även med bakgrundssång. När Jonas var gästvärd hos American Top 40 så premiärspelade han en snutt av den andra singeln "Just in Love", som släpptes digitalt den 13 september. Hans debutalbum Fastlife släpptes den 10 oktober 2011 i Sverige.
Den 4 augusti 2011 bekräftade Jonas att han skulle vara förband åt Britney Spears vid hennes Femme Fatale Tour i Europa. Han var öppningsakt för henne i bland annat Sverige, Tyskland och Storbritannien.

## Skådespelarkarriär
17 augusti 2007 gästade Joe Jonas tillsammans med sina bröder ett avsnitt av Hannah Montana. Avsnittet sågs av 10,7 miljoner tittare.
Joe Jonas och hans bröder medverkade i en Disney Channel Original Movie, Camp Rock, där de spelar i ett band kallat "Connect Three". Joe Jonas spelar den manliga huvudrollen och sångaren i bandet Shane Gray. Filmens soundtrack släpptes i juni 2008. Filmen hade premiär 20 juni 2008 i USA på Disney Channel. Han gestaltade återigen rollen som Shane i uppföljaren, Camp Rock 2: The Final Jam. Filmen hade premiär 3 september 2010. Soundtracket släpptes 10 augusti 2010.
Realityserien, Jonas Brothers: Living the Dream, hade premiär på Disney Channel 16 maj 2008. Den första säsongen, som höll på till 5 september 2008, dokumenterade brödernas liv under Look Me In The Eyes-turnén. Namnet var inspirerat av bandets hitlåt "When You Look Me in the Eyes". Serien förnyades för en andra säsong som hade premiär 21 mars 2010. Den andra säsongen följer bandet under deras turné i Europa 2009.
Joe Jonas, tillsammans med sina tre bröder Kevin, Nick och Frankie, medverkade också i deras egna Disney Channel-serie Jonas under 2009-2010. I serien gestaltade Jonas Brothers ett popband som försöker leva ett så normalt liv som möjligt. Den första säsongen hade premiär 2 maj 2009. Den andra och sista säsongen hade premiär 20 juni 2010. Det sista avsnittet sändes 3 oktober.
Jonas var gästdomare i ett avsnitt av American Idol när de var i Dallas. I februari 2010 gjorde han ett mindre framträdande i Vampire Weekends musikvideo för "Giving Up the Gun", tillsammans med Jake Gyllenhaal, Lil Jon och RZA.
Joe Jonas gästspelade i ett avsnitt av TV Lands serie Hot In Cleveland, som bland annat Betty White medverkar i. Han dök upp i ett avsnitt i augusti som Will, Valerie Bertinellis son. I avsnittet kommer Will Moretti till Cleveland för att hälsa på sin mamma Melanie. Avsnittet sändes 11 augusti och spelades in framför en livepublik 17 juli.

## Privatliv
Under 2008 var Joe Jonas i ett uppmärksammat förhållande med countrypop-sångerskan Taylor Swift. Under en intervju med Ellen DeGeneres 2008 avslöjade Swift att hennes låt "Forever & Always" från albumet Fearless inspirerades av Jonas. Den 15 oktober 2017 meddelade han att han förlovat sig med skådespelerskan Sophie Turner. Turner och Jonas gifte sig vid ett överraskningsbröllop i Las Vegas den 1 maj 2019.
Paret har två döttrar, födda 2020 respektive 2022. I september 2023 ansökte Jonas om skilsmässa.

## Diskografi

### Studioalbum
| År   | Albumdetaljer                           | Topplacering | Topplacering | Topplacering | Topplacering | Topplacering | Certifikat |
| År   | Albumdetaljer                           | US           | CAN          | AUS          | MEX          | UK           | Certifikat |
| ---- | --------------------------------------- | ------------ | ------------ | ------------ | ------------ | ------------ | ---------- |
| 2011 | Fastlife - Skivbolag: Hollywood Records | 15           | 23           | -            | 5            | 99           |            |

### Singlar
| "See No More"                              | 2011 | 92 | 37 | — | — | — | — | 53 | Fastlife |
| "Just in Love"                             | 2011 | —  | —  | — | — | — | — | 85 | Fastlife |
| "—" noterar att sången inte listplacerades |      |    |    |   |   |   |   |    |          |

### Marknadsföringssinglar
| "Love Slayer"                              | 2011 | — | 12 | — | Fastlife |
| "—" noterar att sången inte listplacerades |      |   |    |   |          |

### Som medverkande artist
| Sång                                                    | År   | Topplacering | Topplacering | Topplacering | Topplacering | Topplacering | Topplacering | Topplacering | Topplacering | Topplacering | Topplacering | Album                      |
| Sång                                                    | År   | US           | US Pop       | AUS          | AUT          | CAN          | GER          | IRL          | NZ           | SWI          | UK           | Album                      |
| ------------------------------------------------------- | ---- | ------------ | ------------ | ------------ | ------------ | ------------ | ------------ | ------------ | ------------ | ------------ | ------------ | -------------------------- |
| "We Rock" (med Cast of Camp Rock)                       | 2008 | 33           | —            | —            | 70           | 41           | —            | —            | —            | —            | 97           | Camp Rock                  |
| "This Is Me" (med Demi Lovato)                          | 2008 | 9            | 1            | 46           | 18           | 16           | 36           | 27           | —            | 39           | 33           | Camp Rock                  |
| "Send It On" (med Disney's Friends for Change)          | 2009 | 20           | —            | 94           | —            | —            | —            | —            | —            | —            | —            | Charity single             |
| "We Are the World 25 for Haiti" (med blandade artister) | 2010 | 2            | —            | 18           | —            | 7            | —            | 9            | 8            | —            | 50           | Charity single             |
| "Make a Wave" (med Demi Lovato)                         | 2010 | 84           | —            | —            | —            | —            | —            | —            | —            | —            | —            | Charity single             |
| "Wouldn't Change a Thing" (med Demi Lovato)             | 2010 | —            | —            | —            | —            | 90           | —            | —            | —            | —            | 71           | Camp Rock 2: The Final Jam |

### Andra listplacerade låtar
| Song             | Year | Peak chart positions | Peak chart positions | Peak chart positions | Peak chart positions | Peak chart positions | Peak chart positions | Peak chart positions | Album     |
| Song             | Year | US                   | US Pop               | AUS                  | AUT                  | CAN                  | SWI                  | UK                   | Album     |
| ---------------- | ---- | -------------------- | -------------------- | -------------------- | -------------------- | -------------------- | -------------------- | -------------------- | --------- |
| "Gotta Find You" | 2008 | 20                   | 41                   | 82                   | 31                   | 26                   | 58                   | —                    | Camp Rock |

## Filmografi
| Film              | Film                                                      | Film                 | Film                                                               |
| År                | Film                                                      | Roll                 | Info                                                               |
| ----------------- | --------------------------------------------------------- | -------------------- | ------------------------------------------------------------------ |
| 2008              | Hannah Montana & Miley Cyrus: Best of Both Worlds Concert | Sig själv            | 3D konsertfilm                                                     |
| 2008              | Camp Rock                                                 | Shane Gray           | Disney Channel Original Movie                                      |
| 2009              | Jonas Brothers: The 3D Concert Experience                 | Sig själv            | 3D konsertfilm                                                     |
| 2009              | Band in a Bus                                             | Sig själv            | Reality DVD                                                        |
| 2009              | Natt på museet 2                                          | Cherub               | Film                                                               |
| 2010              | Camp Rock 2: The Final Jam                                | Shane Gray           | Disney Channel Original Movie                                      |
| 2011              | Jonas Brothers: The Journey                               | Sig själv            | Ej auktoriserad dokumentär                                         |
| Television        |                                                           |                      |                                                                    |
| År                | Serie                                                     | Roll                 | Info                                                               |
| 2007              | Hannah Montana                                            | Sig Själv            | "Me and Mr. Jonas and Mr. Jonas and Mr. Jonas" säsong 2 avsnitt 16 |
| 2008, 2010        | Jonas Brothers: Living the Dream                          | Sig själv            | Reality serie                                                      |
| 2009–2010         | Jonas L.A.                                                | Joe Lucas            | Disney Channel Original Series                                     |
| 2010              | Hot in Cleveland                                          | Will Moretti         | "Good Luck Faking the Goiter" (Säsong 1, avsnitt 9)                |
| 2010              | Sonny's Chans                                             | Sig själv            | So Random Christmas                                                |
| 2010              | 90210                                                     | Sig själv            | "Mother Dearest" (Säsong 3, avsnitt 8)                             |
| Gästframträdanden |                                                           |                      |                                                                    |
| År                | Titel                                                     | Roll                 | Info                                                               |
| 2008              | Disney Channel Games 2008                                 | Sig själv            | Tredje upplagan                                                    |
| 2008              | Studio DC: Almost Live                                    | Sig själv            | Andra showen                                                       |
| 2008              | Extreme Home Makeover                                     | Sig själv            | "The Akers Family" (Säsong 6, avsnitt 2)                           |
| 2008              | Disney Channel's Totally New Year 2008                    | Sig själv            | Disney Channel special                                             |
| 2009              | Saturday Night Live                                       | Sig själv            | 14 februari 2009 avsnitt                                           |
| 2010              | American Idol                                             | Sig själv som domare | 27 januari 2010 avsnitt                                            |
| 2010              | Extreme Home Makeover                                     | Sig själv            | "The Heathcock Family" (Säsong 7, avsnitt 17)                      |
| 2010              | Daily 10                                                  | Sig själv (Värd)     | 27 juli 2010 avsnitt                                               |
| 2010              | Top Chef                                                  | Sig själv            | "Night At The Museum" 8 december 2010 avsnitt                      |
| 2011              | When I Was 17                                             | Sig själv            | Dokumentär                                                         |
| Musikvideo        |                                                           |                      |                                                                    |
| År                | Titel                                                     | Artist               | Roll                                                               |
| 2010              | Giving Up the Gun                                         | Vampire Weekend      | Tennisspelare, cameo                                               |